# Ophiomyia alliariae
Ophiomyia alliariae este o specie de muște din genul Ophiomyia, familia Agromyzidae, descrisă de Erich Martin Hering în anul 1957.
Este endemică în Germania. Conform Catalogue of Life specia Ophiomyia alliariae nu are subspecii cunoscute.